# Palais de Serbie
Le palais de Serbie (en serbe cyrillique : Палата Србије/Palata Srbije), est un bâtiment gouvernemental situé à Belgrade, la capitale de la Serbie, dans la municipalité urbaine de Novi Beograd. Il est inscrit sur la liste des monuments culturels protégés de la République de Serbie (identifiant no SK 2144) et sur la liste des biens culturels de la Ville de Belgrade.

## Situation
Le palais s'élève sur un vaste terrain situé entre les boulevards Mihajlo Pupin et Nikola Tesla, à proximité du confluent du Danube avec la Save,

## Histoire

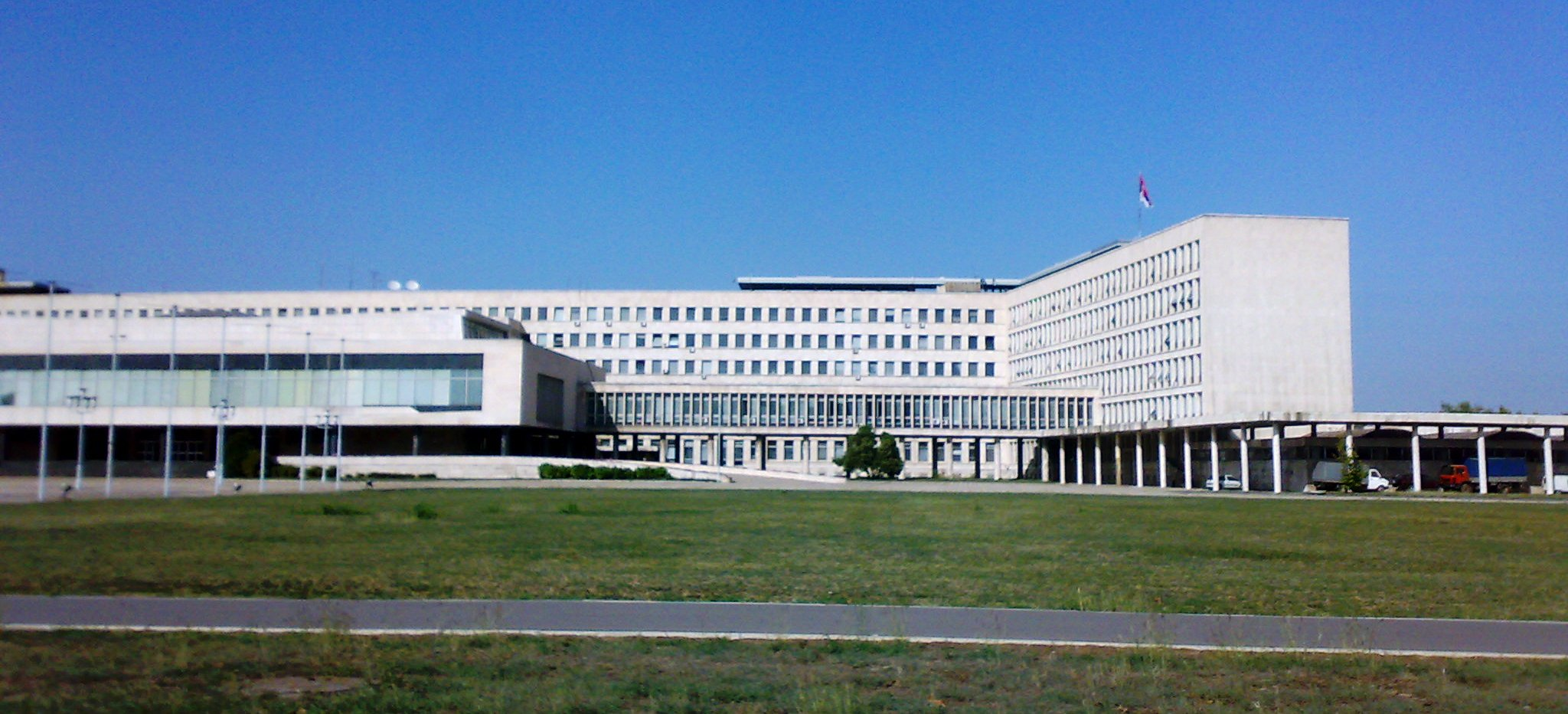
Autre vue du bâtiment

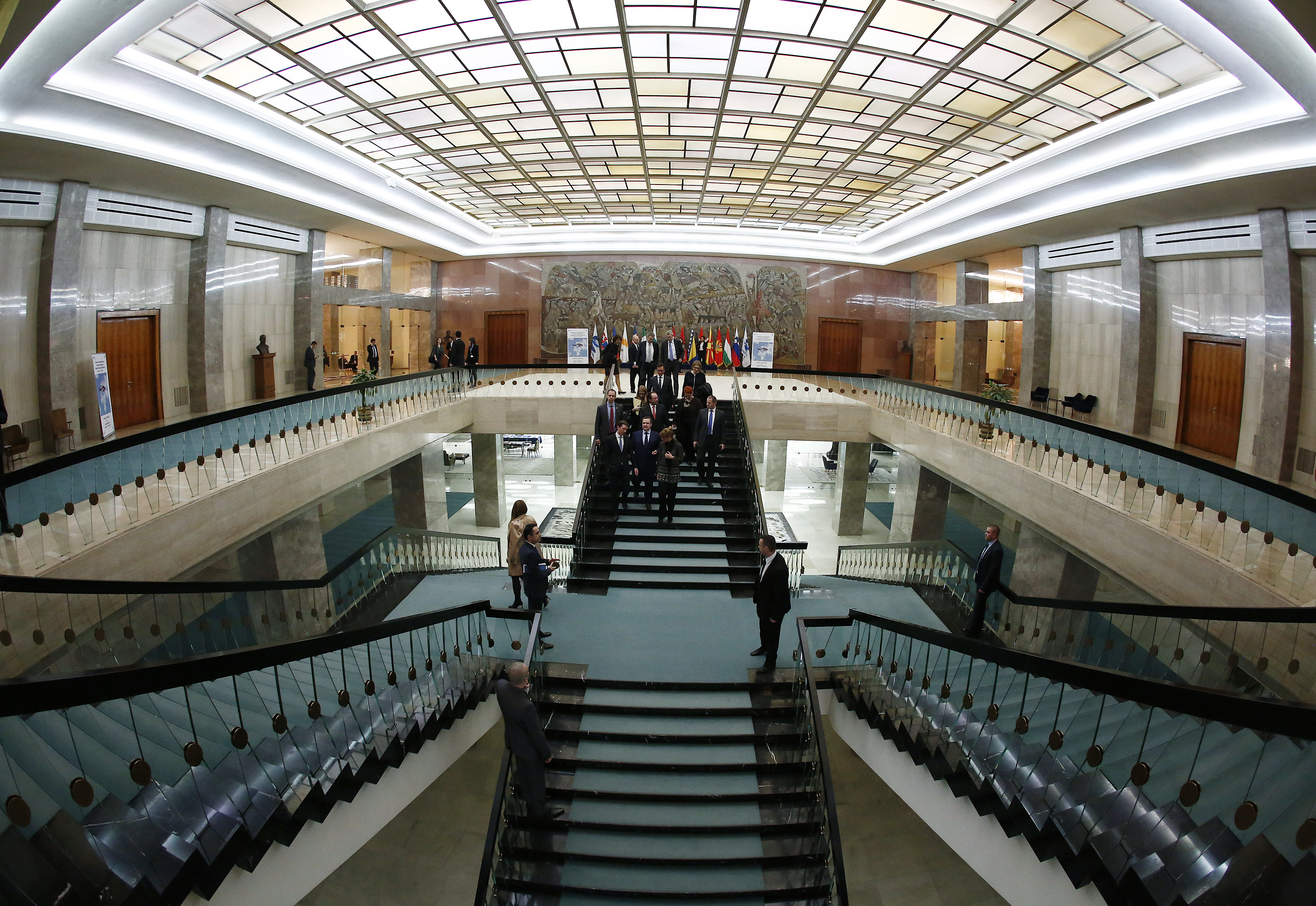
L'intérieur du bâtiment

La construction de l'édifice commence en 1947, selon les plans originaux d'une équipe de quatre architectes, Vladimir Potočnjak, chef du projet, Anton Urlih, Zlatko Nojman et Dragica Perak. Leur projet comprend seulement le plan de base en forme de H. Après la mort de Vladimir Potočnjak en 1952, les travaux sont interrompus. Ils reprennent en 1956 lorsque l'architecte Mihailo Janković est chargé du projet original tout en lui apportant de nombreuses modifications. Il est achevé et inauguré en septembre 1961.
L'édifice est alors connu sous le nom de palais de la Fédération (Palata Federacije) et abrite le siège du Conseil exécutif fédéral (gouvernement) de la République fédérative socialiste de Yougoslavie et, de manière informelle, sous celui de  SIV 1 (Savezno izvršno veće, le « Conseil exécutif fédéral »).

## Architecture
Le palais présente un mélange de classicisme au niveau de la structure principale et de modernisme, par exemple dans le grand hall d'entrée surmonté d'un dôme de verre. L'édifice est, à tort, parfois considéré comme appartenant au réalisme socialiste de type stalinien ; en fait, ce style n'est pas représenté dans la capitale serbe, à l'exception de la Maison des syndicats de Belgrade. La structure de base du bâtiment, en forme de H, couvre une surface d'environ 65 000 m2, ce qui en fait le plus vaste immeuble de Serbie. Il abrite 744 bureaux d'environ 30 m2 chacun, 13 salles de conférence, six salons, trois grandes salles et deux garages.

## Utilisation
Le palais accueille aujourd'hui six ministères du gouvernement de la Serbie, avec des projets pour y transférer la plupart des autres ministères après des rénovations,,.